# Datus Hilarion Lega

Datus Hilarion Lega, né le 21 octobre 1956 à Kupang dans la province des Petites îles de la Sonde orientales, est un prélat indonésien, évêque du diocèse de Manokwari-Sorong en Indonésie depuis 2003.

## Biographie
Il est ordonné prêtre pour le diocèse de Ruteng le 8 décembre 1992. Il est diplômé d'un master en sciences sociales obtenu à Édimbourg en Écosse.
Il a exercé ministère au sein du son Diocèse mais aussi au niveau national; il a été notamment de secrétaire de la commission épiscopale pour le développement économique et social ainsi que directeur de Caritas Indonésie

## Évêque
Le 30 juin 2003, le pape Jean-Paul II le nomme Évêque de Manokwari-Sorong.
Il reçoit l'ordination épiscopale le 7 septembre suivant des mains de Mgr Francis Xavier Sudartanta Hadisumarta